# Шаји ан Бри
Шаји ан Бри (фр. Chailly-en-Brie) је насељено место у Француској у региону Париски регион, у департману Сена и Марна.
По подацима из 2011. године у општини је живело 1443 становника, а густина насељености је износила 83,12 становника/km².

## Демографија
| 1962. | 1968. | 1975. | 1982. | 1990. | 2011. |
| ----- | ----- | ----- | ----- | ----- | ----- |
| 703   | 676   | 748   | 755   | 926   | 1.443 |